# 도담동
도담동(도담洞)은 세종특별자치시에 설치된 행정동이자 법정동이다. 행정중심복합도시 1-4 생활권에 해당한다. 마을명은 도램마을이다.

## 연혁
- 2012년 7월 1일: 세종특별자치시 출범 및 법정동 도담동 신설 (행정동: 한솔동)
- 2014년 2월 10일: 도담동, 고운동, 아름동, 종촌동, 어진동을 관할로 행정동 도담동 신설 (행정동: 도담동)
- 2015년 1월 26일: 고운동, 아름동, 종촌동이 행정동 아름동으로 분동
- 2020년 7월 15일: 연기면 산울리, 해밀리가 산울동, 해밀동으로 편입
- 2021년 9월 28일: 산울동, 해밀동이 행정동 해밀동으로 분동
- 2023년 4월 13일 : 어진동이 행정동 어진동으로 분동

## 지명 유래
'야무지고 탐스럽게 살기 좋은 마을'을 만들어 가자는 뜻으로, 동명을 '도담'으로 정했다. 2012년 6월 30일까지 충청남도 연기군 남면 방축리, 종촌리, 고정리, 갈운리, 진의리 일부였다.
- 2012년 12월 17일에 도담동이라는 명칭을 원래 지명이었던 방축리에서 딴 방축동으로 바꾸는 조례가 시의회에서 통과되었으나,[1] 아파트 입주 예정자들의 반대로 무산되었다.[2]
- 이 지역 고유어 전래 명칭 '새너머터, 털골, 도램말, 고삐바위, 뒷골, 새암배미' 중에서 조음의 효율성을 고려하여 '도램말'을 활용함.
- 도램말 : 방축리에 위치한 마을이며, 지형이 황소의 뚜레(코뚜레)처럼 생겼다고 하여 도램말(도램마을)이라고 불림.

## 법정동
| 법정동  | 행정통     | 생활권     | 옛 행정 구역                                        | 비고            |
| ------- | ---------- | ---------- | --------------------------------------------------- | --------------- |
| 도담동  | 도담1~25통 | 1-4 생활권 | 연기군 남면 고정리·방축리·갈운리·진의리·종촌리      | 도담동 주민센터 |
| 1법정동 | 25통       |            | 구 연기군 남면 5개리(고정/방축/갈운/진의/종촌) 일대 |                 |

## 교육
- 늘봄초등학교
- 양지초등학교
- 양지중학교
- 양지고등학교
- 도담초등학교
- 도담중학교
- 도담고등학교

## 기관
- 도담동 복합커뮤니티센터
  - 도담동 주민센터
  - 도담동 주민복합센터
  - 도담동 보건지소
  - 도담동 도서관
  - 아이누리어린이집
  - 어린이급식센터
  - 공동육아나눔터

## 복지
- 세종충남대병원

## 주거

### 아파트
- 한림건설 도램14단지 한림풀에버 (도담동) : 2015년 4월 입주.
- 제일건설 도램9단지  제일풍경채센트럴 (도담동) :

2015년 6월 입주.
- 현대건설 도램15단지 현대힐스테이트 (도담동) :

2014년 12월 입주.
- 호반건설 도램10단지 호반베르디움어반시티 (도담동) : 2014년 11월 입주.
- 반도건설 도램11단지(주상복합) 반도유보라 (도담동) :

2017년 3월 입주.
- 모아건설 도램12단지 모아엘가에듀힐 (도담동) :

2014년 9월 입주.
- 중흥건설 도램13단지 중흥s클래스그린카운티 (도담동) : 2014년 10월 입주.
- 한양건설 도램20단지 한양수자인에듀파크(도담동): 2014년 10월 입주
- 모아건설 도램5단지 모아엘가에코힐 (도담동) :

2015년 2월 입주.
- 모아건설 도램16,17,18,19단지 모아미래도 포레스트 (도담동) : 2015년 5월 입주.
- 라인건설 도램4단지 이지더원 (도담동) :

2014년 11월 입주.
극동건설 도램1,2,3단지  극동스타클래스 (도담동) : 2014년 3월 입주.
도램6,7,8단지   건설사:   / 행복아파트   (도담동)

## 같이 보기
- 세종특별자치시
- 어진동
- 아름동
- 한솔동